# Hald Ege
Hald Ege er Viborgs sydvestligste bydel, beliggende 6 km fra Viborgs centrum. Den voksede sammen med Viborg i 2012, så dens folketal er nu indeholdt i Viborgs og senest opgjort for sig i 2011, hvor Hald Ege selv var en by med 1.332 indbyggere.
Hald Ege hører til Dollerup Sogn. Dollerup Kirke ligger 7 km sydvest for Hald Ege, men bydelen har sin egen annekskirke: Hald Ege Kirke blev indviet i 1971.

## Seværdigheder
Egeskoven, som omgiver bydelen mod syd og vest, er en af de få tilbageværende egeskove i Danmark. Hald Hovedgård med Hald Ruin ligger 3 km sydvest for Hald Ege. Dollerup Bakker og Hald Sø ligger også tæt ved bydelen.
"Hald Ege Samlingen" er et lokalhistorisk museum, der belyser Folkekuranstaltens historie.

## Faciliteter
- Folkeskolen Hald Ege Skole havde i 2019 ca. 600 elever, fordelt på 0.-9. klassetrin.
- Hald Ege Efterskole blev etableret i 1988 af lokale LO-organisationer og havde 170 elever i 2015. Skolen har egen idrætshal og satser meget på sport. I 2007 oprettede skolen en fodboldlinje i samarbejde med fodboldklubben Viborg FF. Kort efter gjorde man det samme med håndbold i samarbejde med Viborg Håndbold Klub.
- I skoleåret 2012/13 startede efterskolen en friskole for elever på 6.-8. klassetrin. Den skulle også drives i tæt samarbejde med de to idrætsklubber og Viborg Idrætshøjskole. Hald Ege Friskole har SFO'en Spirrevippen for børn i 0.-3. klasse og et klubtilbud for børn i 4.-6. klasse. Friskolen har 31 ansatte og plads til 200 elever.[3]
- Hald Ege Børnehus er en selvejende integreret institution med vuggestue og børnehave og plads til 131 børn. Huset har 29 ansatte.[4] Desuden findes Naturbørnehuset Egeskoven.[5]
- Hald Ege Idrætscenter startede med den første hal, der blev opført i 1986. I 2018 stod det nye Hald Ege Idrætscenter færdigt. Det består af 2 store haller, minihal, aktivitetsrum og mødefaciliteter. Et fitnesscenter blev tilføjet i 2020. I hallerne dyrkes bl.a. håndbold, fodbold, badminton, kørestolsrugby, bordtennis, gymnastik, zumba, dans og leg for de mindste.[6]
- Hald Ege-Ravnstrup KFUM Idrætsforening blev stiftet i 1955. Ravnsbjerg Idrætsforening blev stiftet 1 1970 ved sammenlægning af idrætsforeningerne i Ravnstrup, Finderup og Hald Ege.[7]
- Egekværnen er Hald Eges forsamlings- og aktivitetshus, der benyttes af mange forskellige grupper og klubber, fx mandagsklub, ølbryggerlaug og kulturforening, der holder foredrag og koncerter. Om torsdagen er der fællesspisning.
- Lokalbladet "Hald Vind" udkom første gang i starten af 1983 og uddeles gratis til husstandene i Hald Ege, Nonbo og Bækkelund 4 gange om året.

### Transport
Hald Ege ligger tæt på to primærruter. Syd om Hald Ege løber primærrute 12, der er hovedvejen Esbjerg-Herning-Viborg. Øst om Hald Ege løber primærrute 13, der er hovedvejen Vejle-Viborg-Aalborg. Hovedvejen til Herning gik tidligere gennem Hald Ege ad Egeskovvej, men i begyndelsen af 1970'erne blev den ført syd om Hald Ege og frem til Vejlevej og primærrute 13 ved Birgittelyst. Det fjernede meget af den tunge trafik gennem Hald Ege, og i slutningen af 1998 oprettede Viborg Kommune vejbump og indsnævringer på Egeskovvej.
Midttrafiks busrute 53 Viborg-Karup-Kølvrå-Herning går igennem byen.

## Historie

### Lejren ved Hald 1868-80
Med hærloven i 1867 havde regeringen besluttet, at der hvert år skulle holdes lejrøvelse i 45 dage med genindkaldte enheder af linjen i form af 10 infanteribataljoner, et rytterregiment, 2 batterier og 1 ingeniørkompagni, dvs. omtrent halvdelen af fodfolkets 21 linjebataljoner, men kun ca. 25% af hærens krigsstyrke inkl. andre linje-, reserve- og forstærkningsenheder. Hvert år frem til 1880 fandt lejrsamlingerne sted ved Hald Hovedgård, normalt fra 15. juni til 29. juli, hvor ca. 10.000 mand var placeret i kæmpestore teltlejre. En større lejr for fodfolk og ingeniørsoldater var placeret på arealet syd for nutidens Egeskovvej og Herningvej mellem Lille Traneskov og Birgittelystvej, mens en lidt mindre for rytteriet og artilleriet var placeret nogle få hundrede meter mod nord ved nutidens Egevænget. Lejrsamlingerne havde en enorm betydning for Viborgs næringsliv, da de fleste leverancer kom fra Viborg.
Oprindeligt havde hæren udset sig arealer ved Ravnstrup vest for Viborg. Her havde man i 1865 afholdt en fire ugers øvelse i "Lejren ved Ravnstrup" med 1200 soldater. Den 475x225 m store baraklejr var placeret midt mellem Ravnstrup Kirke og Nybro og var én af to forsøgslejre, hvorfra der skulle høstes erfaringer til den fremtidige militære samvirkeuddannelse. Terrænet viste sig uegnet til at udføre større troppebevægelser, fordi man næsten overalt på lynghederne stødte på dyrkede marker, der måtte respekteres som utilgængeligt terræn. Derfor blev der efterfølgende peget på terrænet nær Hald Hovedgård, hvor omfattende arealer med lyng muliggjorde, at hæren kunne gennemføre de mange forskellige øvelser uden at genere hverken byboere eller landmænd.

### Lazaretlejren 1917-18
Under 1. verdenskrig blev der i sommeren 1916 søgt egnede arealer til to lazaretlejre, der skulle behandle syge og sårede krigsfanger fra østfronten. Den ene lejr til de russiske krigsfanger blev placeret ved Horserød i Nordsjælland, mens den anden lejr til de tyske og østrig-ungarske krigsfanger skulle placeres på Hald Hovedgårds marker. Det blev begyndelsen til bebyggelsen ved Videbechs Allé.
Byggeriet af 71 røde træbarakker blev indledt på bar mark i januar 1917. 30 barakker skulle rumme ca. 1000 menige i afdeling A, 14 barakker skulle rumme ca. 200 officerer i afdeling B, mens 9 barakker skulle rumme det danske kommandantskab med administration, sygehuspersonale og bevogtningsstyrken fra 2. Jydske Brigade. 17 andre barakker fordelte sig på 9 isolationsbygninger, 6 værkstedsbygninger, 1 besøgsbygning og 1 opholdsbygning, Dertil kom en kirkebygning.
De første sårede tyske og østrig-ungarske krigsfanger fra russiske lejre ankom via jernbanen Viborg-Herning til den nyopførte lazaretlejr 3. maj 1917. Deres rejse havde varet knap en måned. De sidste ankom 4. februar 1918. Frem til nedlæggelsen af lazaretlejren 1. september 1918 blev 1507 tyske og østrig-ungarske krigsfanger behandlet. De nåede hver især at få ca. 4 måneders ophold i lejren. Alle var de nøje blevet udvalgt af det Danske Røde Kors i de russiske fangelejre.
De røde barakker havde flere funktioner det følgende halvandet år. Kortvarigt som kaserne for danske rekrutter, og dernæst transitlejr for tidligere krigsfanger fra Storbritannien, Frankrig, Belgien og til sidst Rusland.

### Jernbanen
Herning-Viborg banen (1906-1977) spillede en stor rolle ved transporten af de mange krigsfanger. De første måtte selv gå fra Viborg Station. Senere blev nogle sat af toget på fri bane ved Hald Ege, mens de der lå på båre, blev sat af på Bækkelund Station og kørt i vogn det sidste stykke. Hjemtransporterne foregik i store tog med udenlandske vogne og op til 480 personer.
I 1930 oprettede DSB trinbrættet Kuranstalten ved Trinbrætvej. Det fik læskur i 1932 og skiftede navn til Hald Ege Trinbræt i 1966. Persontrafikken på banen ophørte i 1971. Godstrafikken fortsatte mellem Karup og Viborg til 1972. Banen blev officielt nedlagt i 1977, og sporet blev taget op i løbet af det følgende år. I 1995 blev Alhedestien mellem Herning og Viborg indviet. Den følger på 45 km banens tracé.

### Folkekuranstalten 1922-1961
På initiativ af overlæge Poul Henrik Carl Videbech (1869-1933), der var formand for Røde Kors i Viborg, blev Dansk Røde Kors' Folkekuranstalt oprettet i den tidligere lazaretlejr i 1922.
Den tidligere lazaretlejrs træbarakker blev stammen i et folkeligt kursted for patienter, der led af gigtsygdomme, nervesygdomme og andre medicinske lidelser. De første år havde kuren vinterlukket pga. manglende isolering i de oprindeligt hastigt opførte barakker, men fra 1926 var renoveringen af bygningerne så fremskreden, at der kunne indføres helårsdrift.
Under besættelsen beslaglagde tyskerne dele af kurområdet til lazaret, kaserne og flygtningelejr, og efter befrielsen husede dele af kurområdet flygtninge frem til årsskiftet 1948/49. I 1946 blev der oprettet en fysiurgisk efterbehandlingafdeling, der fungerede som efterbehandlingssted under de store polioepidemier i 1948 og 1952-53. I 1953 blev der oprettet behandlingsbørnehjem for cerebral paretiske børn (spastikere), og i 1957 blev en revalideringsafdeling etableret.
Folkekuren omfattede således i efterkrigstiden 3 afdelinger foruden den oprindelige anstalt. I 1961 indstillede Folkekuren sin drift, som blev videreført af andre. Statens Åndssvageforsorg overtog dele af Folkekurens barakker, mens de 3 førnævnte afdelinger fortsatte på stedet som en nydannet institution, Fysiurgisk Hospital, der blev drevet af Samfundet og Hjemmet for Vanføre. Både Åndssvageforsorgen og Fysiurgisk Hospital blev overdraget til Viborg Amt i 1980. Forsorgscentret skiftede samtidig navn til Egeskovcentret. I 1987 flyttede Fysiurgisk Hospital fra Hald Ege til det, der nu hedder Vestdansk Center for Rygmarvsskade (VCR) i Viborg, mens beboerne stort set fraflyttede Egeskovcentret i løbet af 1990'erne. De ledige barakker fandt hurtigt nye anvendelser, bl.a. efterskolen, friskolen, børnehuset og Egekværnen.
Hovedgaden gennem de røde barakker hedder Videbechs Allé. På nordsiden af vejen står en mindesten for overlæge Videbech. Den blev udført af billedhugger Elias Ølsgaard i 1933.

### Bydannelsen
Området udenfor lejren og Folkekuren var næsten uden bebyggelse frem til slutningen af 1920'erne. Det første hus blev opført i 1927, og i de følgende årtier voksede en villaby op langs østsiden af Egeskovvej over for Folkekuren, primært bygget og beboet af kuranstaltens medarbejdere. Hertil kom en række forretninger og andre virksomheder til servicering af beboerne. I slutningen af 1960'erne og begyndelsen af 1970'erne opstod bebyggelsen ved Brinken, Slugten og den vestlige del af Teglgårdsvej. Grundejerforeningen Nonbo-Bækkelund-Hald Ege blev stiftet 2. maj 1961 og er Hald Eges ældste grundejerforening.
Midt i 1970'erne begyndte bebyggelsen at sprede sig til området ved Nonbo, som endnu i 2010'erne var præget af byggeaktiviteter. Her har hver gade sin egen grundejerforening: Nonbo Hede, Nonbo Hegn, Nonbo Mark, Nonbo Vænge, Nonbo Dal (stiftet 1998) og Nonbo Enge (stiftet 2015).
Siden midten af 1990'erne er det gamle kurområde blevet en integreret del af Hald Ege, og området rummer nu også boliger. Grundejerforeningen Egeskoven blev stiftet i juni 2000 og omfatter hele bebyggelsen ved Videbechs Allé.

### Byens navn
Navnet "Hald Ege" er afledt af Hald Hovedgård og egeskoven. Men det er ikke et historisk navn. Det findes ikke i Traps beskrivelse af Dollerup Sogn i 1901. Men der finder man nabo-området Nonbo: Nonbogaarde og Non Vandmølle.
En folkeafstemning 30. september 1937 bestemte endeligt, at bebyggelsen over for Folkekuranstalten ved Hald skal bære navnet "Hald Ege". Afgørelsen var afslutningen på en navnestrid, som begyndte i 1933, hvor sognerådet for Dollerup-Finderup-Ravnstrup ønskede at navngive den bebyggelse, som siden 1927 var opstået overfor Folkekuren. Ved en folkeafstemning 31. maj 1933 stemte 55 for "Hald Ege" og 45 for "Non By". Sognerådet fulgte ikke resultatet, da forskellige myndigheder udtalte betænkelighed ved forveksling med andre Hald-navne. 25. oktober 1933 vedtog sognerådet egenrådigt navnet "Non Ege". Sognerådet blev kritiseret, men ”Nonbo Ege” blev fastholdt de næste 3 år som officielt navn.
I januar 1936 blussede striden op igen, og et nyvalgt sogneråd accepterede i sommeren 1937 at bøje sig for simpelt flertal ved en ny folkeafstemning 30. september 1937. Først blev der stemt om navnet ”Nonbo Ege”, og her stemte 42 for bevaring og 68 for kassering. Dernæst blev der stemt om ”Hald Ege” eller ”Nonby”, og her stemte 66 for ”Hald Ege” og 44 for ”Nonby”.

### Ravnsbjerg Kommune
I 1966 dannede de to sognekommuner Dollerup-Finderup-Ravnstrup og Lysgård Ravnsbjerg Samlingskommune (1966-1970) med kommunekontor på Egeskovvej 16 i Hald Ege. Den var dog ikke stor nok til at være en selvstændig storkommune, så ved kommunalreformen i 1970 blev den indlemmet i Viborg Kommune (1970-2006), og Hald Ege blev kun kommunesæde i 4 år.